# Чемпионат Франции по трековому велоспорту
Чемпионат Франции по трековому велоспорту — соревнования, открытые для профессионалов и новичков французской национальности с целью присвоения звания чемпиона Франции по трековому велоспорту.
Существует несколько категорий: кадеты (15—16 лет), юниоры (17—18 лет), молодёжь/андеры (до 23 лет) и элита.

## Эволюция программы чемпионата
Мужской спринт является самым старым соревнованием в чемпионате Франции по трековому велоспорту, он существует с 1881 года.
В разные годы гонка за лидером в чемпионате Франции по трековому велоспорту и омниум могут проводиться в другую дату, чем другие чемпионаты, которые обычно проводятся в течение недели с июля по октябрь.
В 2010 году в программу чемпионата был введён омниум среди мужчин и женщин. Этот чемпионат был создан после объявления UCI о добавлении омниума в качестве олимпийской дисциплины в 2012 году.
В 2017 году в чемпионате Франции по трековому велоспорту настал черёд мэдисона среди женщин, и это соревнование было включено в программу Олимпийских игр 2020 года.

## Результаты чемпионата
| - Гонка за лидером - Гонка на выбывание - Гонка по очкам - Индивидуальная гонка преследования - Кейрин - Командная гонка преследования - Командный спринт - Мэдисон - Омниум - Скрэтч - Спринт - 1000 метров | - Гонка на выбывание - Гонка по очкам - Индивидуальная гонка преследования - Кейрин - Командная гонка преследования - Командный спринт - Мэдисон - Омниум - Скрэтч - Спринт - 500 метров, до 1994 года на 1000 метров |